# 约翰·托马斯
约翰·托马斯（英語：John Thomas，本名，约翰·柯蒂斯·托马斯，1941年3月3日—2013年1月15日），美国男子田径运动员，曾获1964年夏季奥林匹克运动会跳高银牌。

## 生平
约翰·托马斯曾多次创造室内和室外跳高世界纪录。
约翰·托马斯1963年毕业于波士顿大学。
2013年1月15日，于马萨诸塞州布罗克顿一家医院接受心脏手术时逝世。